# Gunhild Stordalen
Gunhild Anker Stoldalen, nata Melhus (Haugesund, 15 gennaio 1979), è un medico e ambientalista norvegese, fondatrice e presidente esecutiva della EAT Foundation, co-fondatrice e presidente della filantropica Stordalen Foundation, fondatrice di GreeNudge. Fa inoltre parte del consiglio di amministrazione di diverse organizzazioni commerciali e senza scopo di lucro ed è stata impegnata nel dibattito pubblico su questioni come il cambiamento climatico, la salute delle donne, il benessere degli animali; si è concentrata sulla trasformazione del sistema alimentare globale.

## Biografia
Figlia di un medico e di un ingegnere civile, è nata a Haugesund ed è cresciuta nel villaggio scarsamente popolato di Muggerud fuori Kongsberg. Secondo un'intervista rilasciata a Dagbladet nel 2010, è cresciuta in una famiglia anti-materialista e pacifista ed è stata coinvolta in questioni ambientali fin dalla tenera età.
Stordalen si è diplomata alla scuola secondaria Kongsberg nel 1998. Si è iscritta alla facoltà di medicina dell'Università di Oslo nel 2000 e ha aderito al programma di ricerca medica. Ha conseguito la laurea in medicina nel 2007. Quell'anno Stordalen si è iscritta al programma di dottorato presso l'Istituto di Patologia dell'Ospedale Universitario di Oslo (Rikshospitalet) e nel 2010 ha discusso la sua tesi di dottorato "Studi molecolari sull'osso" con particolare attenzione alla guarigione delle fratture nell'osteoporosi sperimentale nel campo della patologia e dell'ortopedia.
Durante il suo periodo all'università ha lavorato con l'informazione sulla consapevolezza sessuale per i giovani (Medisinernes Seksualopplysning) e come relatrice esperta nel programma radiofonico Juntafil, uno spettacolo con 250.000 ascoltatori che risponde a domande sessuali a volte molto esplicite sui giovani norvegesi. Stordalen ha anche lavorato come modella durante il suo periodo all'università e ha incontrato l'uomo d'affari Petter Stordalen, che ha sposato nel giugno 2010.  I due hanno creato la fondazione ambientalista The Stordalen Foundation nel 2011. Al fine di lavorare a tempo pieno per la sua sotto-organizzazione GreeNudge, ha terminato il suo lavoro di medico nel 2012.
Nel 2013, Stordalen ha fondato l'iniziativa EAT insieme allo Stockholm Resilience Center e al Wellcome Trust. Nel 2016 è nata la Fondazione EAT, impegnata in un cambiamento globale del sistema alimentare, con la sostenibilità e la salute al centro. La fondazione collabora con le Nazioni Unite (ONU) e Stordalen, in qualità di presidente, è stata anche invitata a parlare al vertice delle Nazioni Unite sui sistemi alimentari. Nel febbraio 2020 è stata criticata una collaborazione tra l'organizzazione e l'autorità sanitaria norvegese Folkehelseinstituttet (FHI), in cui si pubblicizzava la riduzione del consumo di carne. Inoltre, Stordalen è già stata criticata più volte dai media per il fatto che lei stessa viaggia spesso in jet privato, mentre si presenta come una ambientalista.
Nel 2014 le è stata diagnosticata una rara ma grave malattia, la sclerosi sistemica cutanea diffusa con alterazioni cutanee ed effetti sugli organi interni. Nel novembre 2014, ha iniziato un trattamento a lungo termine con cellule staminali di nuova concezione presso l'ospedale universitario di Utrecht.
Il 28 giugno 2016 è stata una speaker estiva alla radio svedese. La sua autobiografia, Det store bildet, è stata pubblicata nel 2018: parla della sua malattia e del suo impegno per un mondo migliore. Il libro è stato pubblicato in Svezia da Mondial Publishers.

## L'impegno
Stordalen ha dichiarato che il suo obiettivo è quello di "cambiare il mondo", e insieme a Petter Stordalen ha creato la fondazione filantropica The Stordalen Foundation nel 2011 per sostenere la ricerca e lo sviluppo di soluzioni rispettose dell'ambiente. La fondazione è stata poi integrata da un'altra, GreeNudge, per sostenere la ricerca comportamentale e per rendere più facile alle persone di fare scelte più rispettose dell'ambiente nella vita di tutti i giorni.
Nel maggio 2014, la sua nuova impresa globale, EAT Forum, è stata inaugurata con l'evento Eat Stockholm Food Forum, una serie di seminari per ricercatori, politici, leader aziendali provenienti da 28 paesi (tra cui Bill Clinton) sul tema del cibo, della salute e dell'ambiente in associazione. A questo ha fatto seguito, nel settembre dello stesso anno, un evento simile, EATx, a New York in collaborazione con le Nazioni Unite e il suo Segretario Generale, Ban Ki Moon. L'intenzione è quella di trovare nuove soluzioni per l'alimentazione e la salute per una popolazione mondiale in crescita in armonia con l'ambiente, per rendere l'EAT Forum una controparte del World Economic Forum, con seminari annuali e con sede a Stoccolma.  Per il suo impegno, nel 2014 è stata insignita del premio Environmental Hero of the Year del WWF.

### Conservazione dell'ambiente
La Fondazione Stordalen si concentra in primo luogo su questioni relative al cambiamento climatico e sul sostegno, tra l'altro, a questi aspetti:
- The Rainforest Foundation: grazie a una collaborazione tra Nordic Choice Hotels e la Norwegian Rainforest Foundation, nel 2010 sono stati salvati 51.300 ettari di foresta pluviale.[15]
- Zero Emission Resource Organisation (ZERO): la Stordalen Foundation sostiene l'organizzazione no-profit per la protezione dell'ambiente Zero, di cui Gunhild Stordalen è anche membro del consiglio di amministrazione.
- Fondazione europea per il clima: la Fondazione Stordalen sostiene la Fondazione europea per il clima (ECF)[16] e Gunhild Stordalen fa parte del comitato di vigilanza dell'organizzazione.
- GreeNudge: nel giugno 2011, gli Stordalens hanno fondato l'organizzazione no-profit GreeNudge, che ha il compito di incoraggiare e sostenere la ricerca sulle scienze comportamentali relative all'efficienza energetica e al cambiamento climatico,[17]  con l'obiettivo di supportare i responsabili politici nell'attuazione di politiche più sostenibili nel loro campo di impatto.[18]

Oltre al suo coinvolgimento nella Stordalen Foundation, è l'ambasciatrice norvegese per Earth Hour.

### Benessere degli animali
Stordalen è una sostenitrice del benessere degli animali. Ad esempio, si è rifiutata di rilasciare un'intervista con la rivista Elle fino a quando sarà mantenuta la sua politica nei confronti delle pellicce.  In diverse occasioni ha proclamato il suo disgusto per l'industria delle pellicce.  Ha anche partecipato a sfilate di moda organizzate dall'equivalente norvegese di Djurens Rätt, l'Animal Protection Alliance.

### Salute delle donne
Stordalen è stata coinvolta in diverse questioni riguardanti la salute delle donne. Tra l'altro, è stata portavoce dell'Organizzazione norvegese dei pazienti con cuore e polmone (LHL) in una campagna di sensibilizzazione sulle malattie cardiache che colpiscono le donne.  Ha anche sensibilizzato il pubblico sull'argomento nella sua tesi di laurea, l'osteoporosi, in diverse occasioni.

## Vita privata
Stordalen ha sposato nel giugno 2010, due settimane dopo la sua tesi, l'uomo d'affari Petter Stordalen. La loro relazione, diventata pubblica nel 2006,  è stata una delle più discusse dalla stampa norvegese di gossip. Il loro matrimonio, celebrato quattro anni più tardi in Marocco, fu sontuoso. Incluse anche il noleggio di un aereo per tutti gli ospiti e l'affitto di tutte le camere dell'hotel La Mamounia. La cerimonia fu officiata da Bob Geldof. Nel novembre 2019 la coppia ha divorziato. In un'intervista, Gunhild Stordalen ha dichiarato di non voler riprendere il suo nome di nascita dopo la separazione.

## Riconoscimenti
Ai Global Leadership Awards della Fondazione delle Nazioni Unite nel novembre 2019, è stata premiata per il suo impegno nel campo della nutrizione.